# Sven Geitmann
Sven Geitmann (* 1970) ist ein deutscher Maschinenbauingenieur, Autor, Journalist und Verleger, der sich insbesondere mit Wasserstofffragen befasst.

## Leben
Zunächst studierte er Maschinenbau an der Technischen Universität Berlin; und bereits während seines Studiums (in den 1990er Jahren) befasste er sich mit dem Thema Wasserstoff und Wasserstoff-Brennstoffzellen-Technologie. Im Herbst 2000 schloss er das Studium mit seiner Diplomarbeit über den Einsatz von Flüssiggas in Fahrzeugen erfolgreich ab. Danach arbeitete er für die Bundesanstalt für Materialforschung und -prüfung (BAM) an einer englischsprachigen Studie über die Sicherheit des Kraftstoffsystems von wasserstoff-betriebenen Flugzeugen („Cryoplane-Studie“) mit. Seit Anfang 2002 ist er selbstständig als Fachjournalist im Bereich erneuerbare Energien und artverwandten Gebieten, wie Elektromobilität, Wasserstoff usw. tätig. Er hat mehrere Bücher zum Thema regenerative Energien verfasst und hat seinen eigenen Verlag, den Hydrogeit Verlag, für diese Veröffentlichungen aufgebaut. Der Hydrogeit-Verlag existiert seit Februar 2004. Über seine Buchpublikationen hinausgehend, gibt Sven Geitmann eine eigene, vierteljährlich erscheinende Zeitschrift namens „HZwei“ für Neuigkeiten im Bereich Wasserstoff heraus, die ursprünglich „H2Tec“ hieß, die zunächst von der SunMedia Verlags GmbH verlegt wurde, ehe im Jahre 2006 eine Übernahme des Fachmagazins in den Hydrogeit-Verlag erfolgte, zu dem seit September 2015 auch eine englischsprachige Parallelausgabe namens „H2-international“ verfügbar ist. Darüber hinaus ist Geitmann auch journalistisch tätig für Internetportale, die ihm nicht selbst gehören, wie beispielsweise Heise.de, energieportal24.de, denen er Fachbeiträge beisteuert.

## Herausgeberschaft bis April 2025
- HZwei: das Magazin für Wasserstoff und Brennstoffzellen. ISSN 1862-393X,

– englischsprachige Parallelausgabe dazu: H2-International: the e-journal on hydrogen and fuel cells. ISSN 2367-3931.

## Veröffentlichungen (Auswahl)
- zusammen mit Eva Augsten: Wasserstoff und Brennstoffzellen: Die Technik von gestern, heute und morgen. 5. komplett überarb. Aufl., Hydrogeit Verlag, Oberkrämer 2021, ISBN 978-3-937863-54-2.
- Alternative Kraftstoffe: Erdgas & Flüssiggas, Biodiesel & Pflanzenöl, Wasserstoff & Strom; womit fahre ich am besten? 2., komplett überarb. und aktualis. Aufl., Hydrogeit Verlag, Oberkrämer 2010, ISBN 978-3-937863-15-3.
- Erneuerbare Energien: Mit neuer Energie in die Zukunft. 4. Aufl., Hydrogeit Verlag, Oberkrämer 2014, ISBN 978-3-937863-41-2.
- Wasserstoff als Kraftstoff für Fahrzeugantriebe. Grin-Verl., München 1998, [zugl. Studienarbeit TU Berlin], ISBN 978-3-638-93354-4.